# نعيم قاسم
نعيم قاسم (فبراير 1953–) هو عالم شيعي اثني عشري يشغل منصب الأمين العام لحزب الله اللبناني منذ 29 أكتوبر 2024، وهو الأمين العام الرابع بعد اغتيال حسن نصر الله. وقد شغل منصب نائب الأمين العام للحزب منذ عام 1991 وحتى 2024.

## النشأة والتعليم
وُلد نعيم قاسم لعائلة شيعية في كفرفيلا عام 1953. درس العلوم الدينية وكان أستاذه العلامة المرجع محمد حسين فضل الله. حصل على درجة البكالوريوس في الكيمياء من الجامعة اللبنانية.

## المسيرة
كان نعيم قاسم أحد مؤسسي الاتحاد اللبناني للطلبة المسلمين الذي تأسس في السبعينيات. انضم إلى حركة أمل عندما كان يقودها موسى الصدر. ترأس نعيم الجمعية الإسلامية للتربية الدينية من عام 1974 إلى 1988. كما شغل منصب المستشار لمدارس المصطفى. شارك قاسم في الأنشطة التأسيسية لحزب الله، وفي عام 1991، أصبح نائب الأمين العام للحزب. وفي 24 اكتوبر تولى منصب الأمانة العامة لحزب الله خلفًا ل حسن نصر الله وانتخب أمينًا عام للحزب في 29 أكتوبر سنة 2024.

## الأعمال والآراء
في عام 2006، نشر قاسم كتاباً بعنوان حزب الله: القصة من الداخل. في أغسطس 2011، حضر قاسم حفل إصدار الطبعة الثامنة من كتابه، حيث أدلى بتصريح قال فيه: «عُرضت علينا مليارات الدولارات لإعادة إعمار جنوب لبنان المحروم مقابل تسليم أسلحتنا ووقف عمل المقاومة. لكننا قلنا لهم إننا لسنا بحاجة إلى [أموالهم]، وستستمر المقاومة بغض النظر عن العواقب.»

## فترة قيادته لحزب الله
اغتيل الأمين العام لحزب الله، حسن نصر الله، في الضاحية الجنوبية لبيروت خلال غارة جوية إسرائيلية بتاريخ 27 سبتمبر 2024. عقب وفاته، أعلن الحزب مقتل خليفته المحتمل، هاشم صفي الدين، في غارة إسرائيلية أخرى أوائل أكتوبر 2024. وبعد هذه السلسلة من الغارات التي استهدفت قيادات بارزة في الحزب، تم تعيين نعيم قاسم، نائب الأمين العام السابق، أمينًا عامًا جديدًا لحزب الله. شكّلت هذه التطورات تحولًا كبيرًا في هيكل القيادة داخل الحزب.
وفي 5 أغسطس 2025، قررت الحكومة اللبنانية حصر سلاح حزب الله بيد القوى الأمنية، في خطوة غير مسبوقة. وجاء القرار في أعقاب الدمار الواسع الذي لحق بلبنان خلال الحرب مع إسرائيل، وهي حرب خاضها حزب الله من دون تفويض من الحكومة اللبنانية، وفي ظل وعود دولية ببرامج إعادة إعمار ودعم اقتصادي مشروط بنزع سلاح الحزب. وقد اعتبر حزب الله هذه الخطوة تجريداً للبنان من قدرته الدفاعية، فيما حذّر نعيم قاسم، من أنّ القرار يعرّض البلاد لخطر حرب أهلية وفتنة داخلية، متهماً الحكومة بتنفيذ أوامر أمريكية - إسرائيلية. وأكد أنّ المقاومة لن تسلّم سلاحها ما دام الاحتلال والعدوان مستمرين، مشدداً على أنّ شرعيتها مستمدة من "دماء الشهداء" لا من الحكومة، ومطالباً بعدم زج الجيش اللبناني في الصراع الداخلي.
وعقب هذه المواقف التصعيدية، أعلن عدد من النواب والشخصيات السياسية في لبنان عزمهم التقدّم بشكوى قضائية ضد نعيم قاسم، معتبرين تصريحاته الأخيرة تهديداً مباشراً لأمن البلاد وخطراً قد يفتح الباب أمام حرب أهلية ويؤجّج النعرات الطائفية. وفي اجتماع ضمّ ممثلين عن "الجبهة السيادية" بينهم أشرف ريفي، جورج عقيص كميل شمعون وآخرين، جرى الاتفاق على التوجّه إلى النيابة العامة التمييزية لاتخاذ الإجراءات القانونية اللازمة بحق قاسم، استناداً إلى مواد محددة في القانون اللبناني. كما كُلّف النائب اللواء أشرف ريفي بمتابعة الاتصالات والتحرّكات المطلوبة لضمان المضي قدماً في مسار الشكوى.

## مؤلفاته
1. معالم للحياة من نهج الأمير(ع).[18]
2. عاشوراء مددٌ وحياة (طبعة رابعة).
3. سلسلة شرح رسالة الحقوق للإمام زين العابدين(ع) (سبعة أجزاء):
4. حقوق الجوارح (طبعة ثامنة).
5. حقوق الوالدين والولد (طبعة تاسعة).
6. حقوق الأفعال (طبعة ثامنة).
7. حقوق الزوج والزوجة (طبعة تاسعة).
8. حقوق المعلم والمتعلم (طبعة تاسعة).
9. الحقوق الثلاثة (طبعة ثامنة).
10. حقوق الناس (طبعة سادسة).
11. في رحاب رسالة الحقوق (طبعة ثالثة).
12. حزب الله: المنهج.. التجربة.. المستقبل (طبعة عاشرة).
13. سبيلك إلى مكارم الأخلاق (طبعة خامسة).
14. قصتي مع الحجاب (طبعة عاشرة).
15. الشباب شعلة تُحرق أو تُضيء (طبعة ثامنة).
16. المهدي المخلِّص (طبعة رابعة).
17. مجتمع المقاومة (إرادة الشهادة وصناعة الإنتصار), (طبعة ثانية).
18. سبيل الله (طبعة رابعة).
19. القرآن منهج هداية (طبعة ثانية).
20. الإمام الخميني الأصالة والتجديد (طبعة خامسة). وتُرجم إلى الفارسية.
21. مفاتيح السعادة (طبعة ثالثة).
22. الوليُّ المجدِّد (طبعة سادسة). وتُرجم إلى الفارسية.
23. أميرُ النَّهج (طبعة ثانية).
24. المرأةُ بين رؤيتين (طبعة أولى)
25. خليفة الله تعالى ( طبعة ثالثة)
26. التَّربية بالحُبّ (طبعة أولى).